# Francesca Cuzzoni
Francesca Cuzzoni (ur. 2 kwietnia 1696  w Parmie, zm. 19 czerwca 1778 w Bolonii) – włoska śpiewaczka epoki baroku. 

## Wczesna kariera
Cuzzoni urodziła się w Parmie. Jej ojciec Angelo był zawodowym skrzypkiem, a nauczycielem śpiewu był Francesco Lanzi. Zadebiutowała w swoim rodzinnym mieście w 1714 roku, śpiewając w operze La virtù coronata, o Il Fernando nieznanego kompozytora. W latach 1716–17 śpiewała w Bolonii w operach Bassaniego, Buiniego, Gaspariniego i Orlandiniego. W sezonie 1717–18 została mianowana „virtuosa da camera” u Violante Beatrice, wielkiej księżnej Toskanii, występując we Florencji, Sienie, Genui, Mantui i Reggio nell'Emilia w operach  Orlandiniego i Carla Francesca Pollarolo, oraz w operze „Scanderbeg” Vivaldiego. Również w 1718 roku zadebiutowała w Wenecji, śpiewając rolę Dalindy w Ariodantem Pollarola, w której po raz pierwszy pojawiła się na tej samej scenie co Faustina Bordoni, później jej wielka rywalka. Śpiewały również razem następnego roku w Il Lamano Michelangelo Gaspariniego oraz w  Il pentimento generoso Stefana Andrei Fiorè, w której dołączył do nich słynny kastrat Antonio Bernacchi. Po występach we Florencji i Mediolanie (1719), Bolonii, Florencji i Turynie (1720) oraz Padwie (1721), powróciła do Wenecji na sezon 1721–22, śpiewając w pięciu operach, w tym Nerone Orlandiniego: śpiewała Poppeę, Faustina Oktawię, podczas gdy wyborny kontralt Diana Vico była Agrypiną.

## Pierwsza wizyta w Londynie

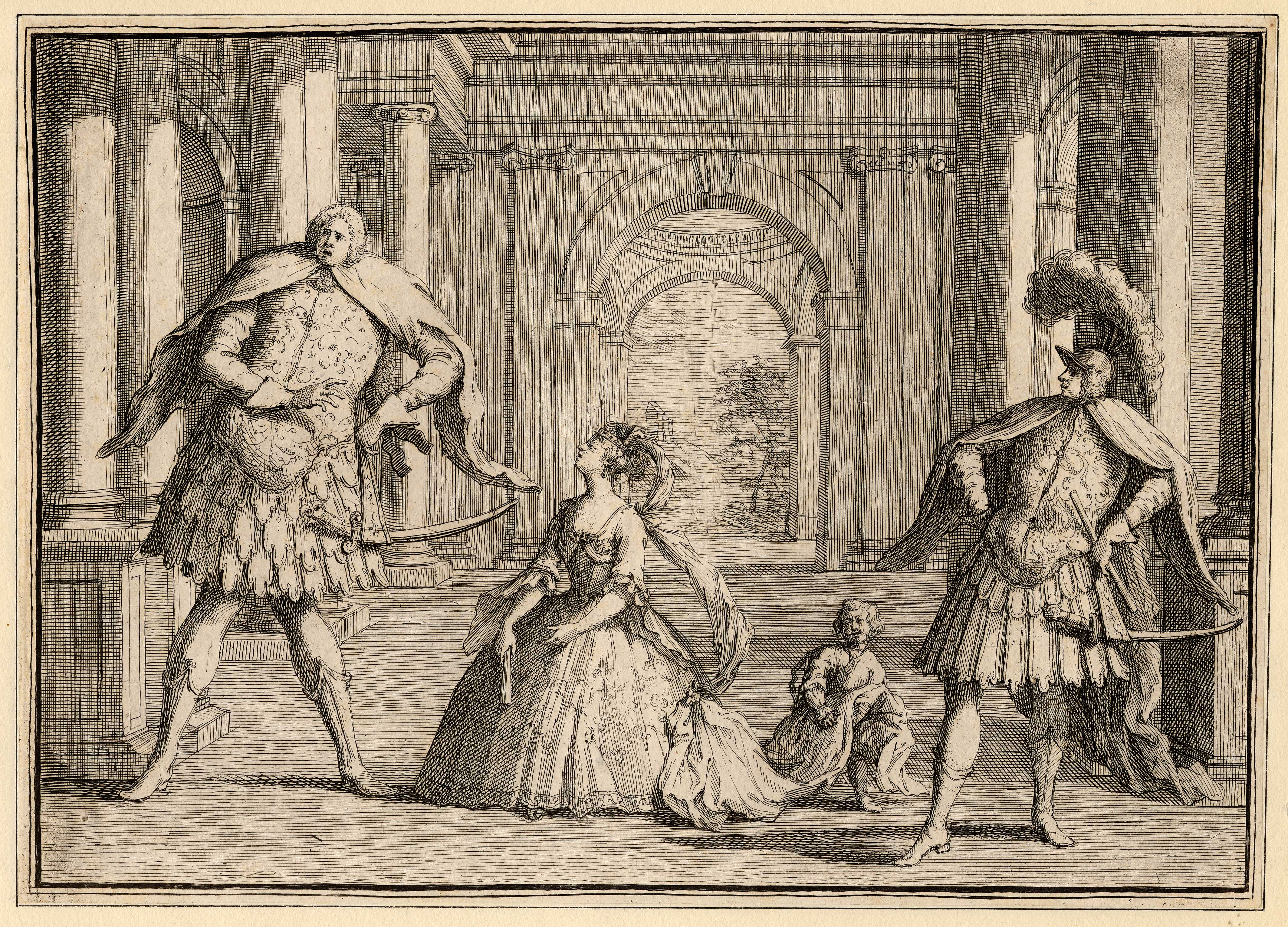
Rycina przedstawiająca wykonanie Händlowskiej opery "Flavio" – Gaetano Berenstadt po prawej stronie, Cuzzoni w środku i Senesino po lewej.

Przybycie Cuzzoni do angielskiej stolicy było wyczekiwane, czemu dawano wyraz w prasie. Chociaż „London Journal” z 27 października 1722 roku ogłaszał, że „Mrs. Cotsona [sic], an extraordinary Italian Lady, ... is expected daily”, zdążyła poślubić Pietra Giuseppe Sandoniego w czasie podróży i zadebiutowała w Londynie dopiero 12 grudnia 1723 roku, wcielając się w rolę Teofane w Ottonem Georga Friedricha Händla w King's Theatre, Haymarket. Z pewną arią tejże postaci, „Falsa immagine”, jest związana słynna opowieść, żywo obrazująca charakter zarówno śpiewaczki, jak i kompozytora. Jako że partia ta nie była pierwotnie przeznaczona dla niej (lecz prawdopodobnie dla Maddaleny Salvai), na próbie odmówiła jej wykonywania. Według historyka Johna Mainwaringa, Händel odpowiedział: „O Pani, wiem że jest Pani istną diablicą, ale przypominam, że ja jestem Belzebubem, Szefem Diabłów”. Mainwaring kontynuuje: „Następnie, chwycił ją za talię i przysiągł, że wyrzuci ją przez okno, jeśli wypowie choć jedno słowo”. Według Burneya, jej wykonanie tej arii „ustaliło jej reputację jako śpiewaczki ekspresyjnej i uczuciowej”, a sukces odniosła tak wielki, że bilety operowe kosztujące pół gwinei nagle zdrożały do 4 gwinei. Przypuszczano, że w kolejnych dwóch miesiącach, które upłynęły do czasu jej koncertu dobroczynnego, pewni szlachcice płacili nawet 50 gwinei za bilet. Jej zarobki były również spore: £2000 za sezon. Jej wygląd nie zachwycał: Burney opisał ją jako „niską i przysadzistą, z opuchniętą twarzą, lecz szlachetną cerą; ... niedobra aktorka; źle ubrana; i była głupia i chimeryczna”.
Cuzzoni była członkiem Händlowskiej Royal Academy of Music przez kolejne pięć lat. Händel stworzył dziewięć ról dla niej, najsłynniejsze z nich obecnie to Kleopatra  w Juliuszu Cezarze oraz tytułowa rola w Rodelindzie, w której ubrana była w brunatną jedwabną suknię ze srebrnymi obszyciami, „z wulgarnością i bezguściem, którymi wszystkie starsze kobiety były oburzone, młode uznały to za modę, tak powszechnie, że wydawała się ona narodowym mundurem piękna i młodości” (Burney). W ramach Akademii wystąpiła również w siedmiu operach Attilia Ariostiego, czterech Giovanniego Bononciniego i dwóch pasticciach. Entuzjazm jej zwolenników doprowadzał do kłótni z fanami Senesina, a później Faustiny Bordoni, która zadebiutowała w Londynie w Händlowskiej operze Alessandro (1726). Jej rywalizacja z Faustiną, podsycana przez prasę, wywołała w końcu skandal, kiedy na przedstawieniu Bononciniowskiego Astianattego (6 czerwca 1727 r.), oglądanym przez księżnę Karolinę, „syczenie z jednej strony, a oklaski z drugiej” wzbudziły „gwizdy i inne nieprzyzwoitości niesłychane”. Zamieszanie było takie, że spektakl ten wraz z resztą sezonu operowego zostały odwołane. Satyrycy mieli ręce pełne roboty, rysując prime donne wymieniające obelgi i ciągnące się za welony, chociaż w niedawnych badaniach odkryto, że utarczki były raczej wszczynane przez zwolenników tychże śpiewaczek niż przez same artystki. Zostały jeszcze wydrwione w „Operze żebraczej” Johna Gaya, której premiera odbyła się 29 stycznia 1728 r. Pomimo takiego rozgłosu razem kontynuowały śpiewanie dla Händla aż do upadku jego przedsiębiorstwa operowego w czerwcu tego roku.

## Interludium kontynentalne
Cuzzoni spędziła zimę 1728–29 w Wiedniu na zaproszenie hrabiego Kinsky'ego, lecz pomimo wielkiego sukcesu nie została przyjęta przez operę, ponieważ domagała się zbyt wysokiej pensji. Później w 1729 roku śpiewała w Modenie i Wenecji i na jesieni tegoż roku Händlowski impresario Heidegger chciał zatrudnić zarówno ją, jak i Faustinę do nowej „Second Royal Academy”. Jednak Händel miał już ich dosyć, więc Cuzzoni udała się do Bolonii, Neapolu, Piacenzy i Wenecji w latach 1730–31 oraz Bolonii i Florencji znowu w następnym sezonie, kiedy, między innymi, śpiewała w operach swojego męża. Ich związek trwał dalej podczas sezonów karnawałowych w 1733 i 1734 roku, kiedy to zawitała do Genui. 

## Ponownie w Londynie
W 1733 roku grupa angielskich arystokratów pragnęła założyć przedsiębiorstwo operowe rywalizujące z Händlowskim i Cuzzoni była jedną z pierwszych śpiewaczek, której złożono propozycję. Powróciła w kwietniu 1734 roku, dołączając do obsady opery Porpory Arianna a Nasso. W ramach tego przedsiębiorstwa, znanego jako „Opera of the Nobility”, śpiewała w czterech innych operach Porpory, a także w dziełach autorstwa Sandoniego, Hassego, Orlandiniego, Veraciniego, Ciampiego, pasticciu Orfeo, a nawet w wersji Händlowskiego "Ottone". Zdawało się, że nie zrobiła aż takiego wrażenia podczas tej wizyty, między innymi z powodu obecności nieporównywanie sławniejszego Farinellego w tej samej ekipie.

## Późniejsza kariera
Cuzzoni nadal była znamienitą śpiewaczką. Po upadku Nobility Opera, powróciła na kontynent, śpiewając we Florencji w latach 1737–38 i w Turynie następnego roku, kiedy za jeden sezon karnawałowy otrzymała olbrzymią zapłatę 8000 lirów. Później tego roku śpiewała w Wiedniu, i prawdopodobnie ostatni raz pojawiła się w operze w Hamburgu w 1740 roku. 17 września 1741 „London Daily Post” ogłosił, że Cuzzoni miała zostać ścięta za otrucie męża, ale, chociaż się rozstali w roku 1742, umarł on dopiero w 1748 r. Dawała koncerty w Amsterdamie w 1742 roku i przed grudniem 1745 roku została dworską śpiewaczką w Stuttgarcie. Zadłużona, co było stałą bolączką w jej późniejszym życiu, wymknęła się stamtąd do Bolonii w 1748 roku. Ciągle potrzebując występować, aby spłacać wierzycieli, ponownie zjawiła się w Londynie w 1750 roku, gdzie Burney słyszał jej „cienki szorstki głos” na koncercie 18 maja. Drugiego sierpnia tegoż roku Horace Walpole napisał, iż „old Cuzzoni” została aresztowana za dług w wysokości £30 i zwolniona przez księcia Walii. 
Mało jest informacji o ostatnich latach jej życia; wiadomo, iż jeszcze raz powróciła na kontynent i żyła ubogo, dorabiając, jak mówiono, wyrabianiem guzików. Zmarła w Bolonii. 

## Cuzzoni jako artystka
Z pewnością w czasie swojej świetności Cuzzoni była pierwszorzędną artystką. Dobrze znany autor książek o śpiewie, Giovanni Battista Mancini, dał błyskotliwe świadectwo jej sztuki:
„Trudno powiedzieć, czy celuje bardziej w szybkich, czy też wolnych ariach. „Wrodzony świergot” pozwalał jej wykonywać figuracje z taką pewnością, jak gdyby nie sprawiały trudności. Tak wdzięczny i czuły był jej naturalny dźwięk, że wszystko, co śpiewała, było pełne uczucia, kiedy miała okazję rozwinąć całą potęgę swojego głosu. Jej siła prowadzenia, utrzymywania, wzmacniania i ściszania dźwięków w maleńkich stopniach przyczyniły się do zyskania opinii całkowitej mistrzyni swojej sztuki. Jej tryl był perfekcyjny: miała twórczą wyobraźnię oraz umiejętność stosowania tempa rubato. Jej wysokie dźwięki były niepokonane pod względem czystości i słodyczy, a intonacja była tak absolutnie precyzyjna, że wydawała się ona niezdolna do fałszowania. Miała skalę dwóch oktaw, od c razkreślnego do c trzykreślnego. Jej styl był niewymuszony, prosty i sympatyczny”. 
Quantz pisał, że „jej styl śpiewania był niewinny i ujmujący” i że jej ornamenty „władały duszą każdego słuchacza dzięki delikatnej i wzruszającej ekspresji”.